# Жан Батист Війом
Жан Батист Війом (фр. Jean-Baptiste Vuillaume; 7 жовтня 1798 — 19 березня 1875) — французький скрипковий майстер. У 1828 відкрив власну майстерню в Парижі. З 1835 займався імітацією старовинних італійських інструментів (головним чином Страдіварі та Гварнері). Він зробив понад 3000 інструментів.
Жан Батист також був хорошим бізнесменом та винахідником. Так, зокрема, в XIX столітті їм велися пошуки можливостей для отримання низьких звуків, внаслідок чого він затвердив новий національно-самобутній тип звучання смичкових інструментів — яскравий, інтенсивний, але недостатньо гнучкий. Винайшов оригінальні конструкції контрабаса висотою в чотири метри (називаю їм «октобасом», 1849), альта (так звана віола контральто, 1855), спеціальну педаль-сурдину для фортепіано (1867). Найкращі інструменти Жана Батіста є до теперішнього часу концертними.

## Премії та нагороди
- 1827 — Срібна медаль на Паризькій виставці «National Paris exhibition of the Industrial work».
- 1834 — Срібна медаль на Паризькій виставці «Paris Universal Exhibition».
- 1844 і 1849 — Золота медаль Паризької виставці «Paris Universal Exhibition».
- 1851 — медаль на міжнародній Лондонській виставці (International London Exhibition).
- 1855 — Золоту медаль на Паризькій міжнародній виставці (Paris International Exhibition).